# Yasushi Kanda
Yasushi Kanda (神田裕之 Kanda Yasushi?) (29 de agosto de 1978) es un luchador profesional japonés, famoso por su trabajo en la empresa Dragon Gate. Fue miembro fundador del establo M2K. En sus días previos a la lesión, era famoso por su peinado mohawk.

## Carrera

### Toryumon (1998-2004)
Yasushi, después de graduarse en el Último Dragón Gym, comenzó a aparecer en International Wrestling Revolution Group por mandato de Último Dragón, haciendo equipo con Susumu Mochizuki para ganar el IWRG Intercontinental Tag Team Championship. Poco después, Kanda y Susumu serían transferidos a Toryumon Japan.
A su llegada a la marca, Mochizuki y Kanda se revelaron como un equipo heel, atacando a otros luchadores y montando reyertas en los combates para arruinar shows y decepcionar a los fanes. En abril de 2000, el afán de Kanda y Mochizuki por la violencia atrajo la atención de TARU, miembro de la facción heel Crazy MAX (CIMA, SUWA & Don Fujii), quien ofreció al dúo un lugar en su grupo. Susumu y su compañero aceptaron, pero la misma noche se volvieron contra Crazy MAX y les atacaron. Sin embargo, los de Crazy MAX hicieron valer la ventaja numérica y apalearon a Susumu y Yasushi hasta que Masaaki Mochizuki -quien, a pesar de su apellido, no estaba emparentado con Susumu- llegó al rescate. A partir de ello, el dúo entró en un feudo con Crazy MAX, con Masaaki ayudándoles en varias ocasiones. Susumu sugirió a Masaaki formar un grupo para combatir a CIMA y los suyos, idea a la que tanto Masaaki -face por entonces- y Kanda se oponían. Al final llegaron a un acuerdo y los tres formaron el grupo M2K. Usando contra Crazy MAX sus mismas tácticas arteras y violentas, M2K era famoso por interrumpir combates para producir dobles descalificaciones, rasgo heredado del vandalismo original de Susumu y Yasushi. Al poco tiempo, Darkness Dragon se unió al grupo como el cuarto miembro, y comenzaron a aparecer en All Japan Pro Wrestling y Michinoku Pro Wrestling para atacar a sus luchadores.

### Regreso
Su regreso completo al ring ocurrió en julio de 2006, cuando firmó un contrato de luchador.
En 2007, Kanda capturó el título Open the Brave Gate de Genki Horiguchi el 1 de julio de 2007, defendiéndolo con éxito dos veces antes de perderlo ante Masato Yoshino el 22 de septiembre.
El 21 de octubre, fue asignado para ser el árbitro especial en un partido que tuvo a Naruki Doi , Masato Yoshino y Gamma de Muscle Outlaw'z contra los tres árbitros de Dragon Gate, uno de ellos fue el reciente exiliado de MO'z, Kinta Tamaoka. . Justo cuando parecía que Kinta había ganado el partido, Kanda se volvió y ayudó a los MO'z a ganar el partido. Luego fue anunciado como el miembro más nuevo del grupo.
En 2008, la mayoría de los establos activos en Dragon Gate estaban experimentando cambios rápidos. Kanda se peleó tanto con BxB Hulk como con su propio compañero de cuadra Masato Yoshino . Su 2008 comenzó con varias victorias de alto perfil, pero esto se derrumbó después de que Yoshino ayudó a Hulk a derrotarlo en un combate de jaula de cabello contra cabello de múltiples hombres, y cuando Hulk debutó con su personaje de Killer Hulk , derrotándolo en su combate de escape en un squash. Se recuperó un poco, ganando el Open the Triangle Gate Championship por primera vez con YAMATO & Gamma el 12 de julio, pero los perderían ante Masaaki Mochizuki, Don Fujii & Magnitude Kishiwada el 28 de septiembre.
Poco después de perder los títulos, él y Gamma comenzaron a pelear. La disputa se intensificó aún más cuando, durante los siguientes combates de etiqueta, Kanda falló en los ataques de proteína en polvo, cegando a Gamma en lugar de a sus oponentes y costándoles los partidos. Finalmente le dijo a Gamma que preferiría trabajar en equipo con Cyber Kongcito que con él. Finalmente, a pedido de YAMATO, se hizo un partido para el 18 de enero de 2009 entre él y Gamma, donde el perdedor sería expulsado de Real Hazard. Perdió el partido. Luego, buscó ser derrotado por Real Hazard, pero Kenichiro Arai aparentemente salió para ayudarlo contra ellos. Sin embargo, Arai procedió a atacar a Gamma, y Kanda y los demás se unieron a él, lo que convirtió a Gamma en el expulsado del grupo.
El 10 de enero de 2010, su compañero de cuadra Genki Horiguchi publicó un blog donde declaró que Real Hazard ganaría más partidos a través del trabajo en equipo en lugar de tácticas ilegales y juegos de armas en 2010. Durante un combate de parejas que tuvo con Horiguchi ese día, trató de utilizar una caja azul para obtener una ventaja, pero Horiguchi se lo impidió. Aunque todavía ganaron, las acciones de Horiguchi hicieron que comenzaran a discutir. La disputa se intensificó al día siguiente, cuando hizo que Horiguchi perdiera un combate por equipos al golpearlo accidentalmente. Finalmente, Real Hazard se dividió sobre el tema de la "lucha limpia". Genki se uniría a Susumu Yokosuka y K-ness en su búsqueda de peleas limpias, mientras que Kanda fue apoyado por Kzy y Takuya Sugawara en la búsqueda del uso continuo de tácticas ilegales para ganar partidos. El 10 de febrero, Horiguchi, Yokosuka & K-ness dejaron Real Hazard, y un par de semanas después, él y el resto de Real Hazard cambiaron el nombre de sus estables Deep Drunkers. El 13 de octubre de 2010, los Deep Drunkers se vieron obligados a separarse, después de perder un partido contra World-1 (BxB Hulk, Masato Yoshino y Naruki Doi), pero después del partido Doi se volvió contra sus compañeros para formar un nuevo establo sin nombre con Kanda, Kzy, Naoki Tanisaki y Takuya Sugawara.  El 25 de octubre, Kanda, Tanisaki y Sugawara derrotaron a CIMA , Gamma y Genki Horiguchi para ganar el Open the Triangle Gate Championship. Perderían el título ante CIMA, Dragon Kid y Ricochet el 26 de diciembre de 2010. El 14 de enero de 2011, la unidad anónima de Doi se alineó con el establo de WARRIORS, que se volvió rudo en el proceso. El 18 de enero, el nuevo grupo se llamó Blood Warriors. El 26 de febrero, Kanda fue expulsado de Blood Warriors y renombrado como Jimmy Kanda, formando el establo de Jimmyz con HA-Gee-Mee , Jimmy KAGETORA , Ryo "Jimmy" Saito y Jimmy Susumu . Kanda, HA-Gee-Mee y Saito luego ganaron el vacante Open the Triangle Gate Championship. Jimmyz perdió el Open the Triangle Gate Championship ante World-1 International (Masato Yoshino, Naruki Doi y Pac ) el 6 de mayo. El 23 de noviembre de 2014, Kanda derrotó a Ryo "Jimmy" Saito para ganar el Open. el Campeonato de la Puerta de Owarai . El 4 de febrero, Kanda perdió el Open the Owarai Gate Championship ante Yosuke Santa Maria a través del apoyo de los fans. El 18 de septiembre de 2017, los Jimmyz se vieron obligados a disolverse después de perder un partido ante VerserK. Después de una breve gira de despedida, los Jimmyz tuvieron su último partido como equipo el 5 de octubre, disolviéndose oficialmente después. Durante el partido, Kanda atacó a Jimmy Susumu, girando y uniéndose a Verserk, una vez más convirtiéndose en Yasushi Kanda.

## En lucha
- Movimientos finales
  - Ryu'S[1][2] (Spinning lifting sitout double underhook facebuster)
  - Gekokujoh Elbow[2] (Diving elbow drop gritando "¡Gekokujoh jā!")[1]

- Movimientos de firma
  - John Woo[1] (Running high-impact dropkick) - parodiado de SUWA
  - Yasushi Bottom[1] (Lifting side slam)
  - Yasushi Tornado[1][2] (Diving corkscrew moonsault)
  - Tornado de Acapulco[3] (Turning frog splash)
  - Bridging German suplex[1][2]
  - Exploder suplex

- Apodos
  - "Candy"[1]
  - "Punk"[1]

## Campeonatos y logros
- Dragon Gate
  - Dragon Gate Open the Brave Gate Championship (1 vez)
  - Dragon Gate Open the Triangle Gate Championship (4 veces, actual) - con YAMATO & Gamma (1), Takuya Sugawara & Kzy (1), Naoki Tanizaki & Takuya Sugawara (1) y Genki Horiguchi & Ryo Saito (1, actual)

- International Wrestling Revolution Group
  - IWRG Intercontinental Tag Team Championship (1 vez) - con Susumu Mochizuki[4]

- Toryumon
  - UWA World Trios Championship (1 vez) - con Susumu Mochizuki & Darkness Dragon
  - Young Dragons Cup Tournament (1999)
  - Yamaha Cup Tag Tournament (2000) - con Susumu Mochizuki